# Aliabad-e Damagh
Aliabad-e Damagh (perski: علي اباددمق) – miejscowość w Iranie, w ostanie Hamadan. W 2006 roku miejscowość liczyła 6673 mieszkańców w 1493 rodzinach.